# 桂林南站
桂林南站为桂海铁路车站，位于中国广西桂林市环城南三路，距离上行方向的桂林站4千米，为一货运车站。

## 历史
桂林南站的前身为1966年柳州铁路局（今南宁铁路局）与桂林市商议修建的平山货场，设有5股道。该站于1966年4月设计完成，1967年1月竣工并投入使用，命名为桂林南站，由桂林北站管理。1990年桂林南站增设设施，共有装卸货位122个，货运能力为8661吨/日。该站共岔出工矿企业专用线14条。